# Luwus
Luwus est une ville indonésienne du kecamatan de Baturiti, dans le kabupaten de Tabanan de la province de Bali. 